# Língua ladino-dolomítica
O ladino dolomítico (ladin) constituiu-se de uma série de dialetos reto-românicos, unidos por estreita afinidade e falados por cerca de 30 000 pessoas no nordeste da Itália, na zona das montanhas Dolomitas, porção oriental do arco alpino - a chamada "ilha linguística ladino-dolomítica".

## História
O ladino é a língua mais antiga do Tirol e provavelmente a palavra Tirol seja de origem ladina, sendo o antigo sobrenome dos Condes do Tirol, fundadores da dinastia que dominou a região por séculos.
No Tirol do sul (Südtirol) e no Trentino (Welschtirol), na região autônoma italiana de Trentino-Alto Ádige, vive um pequeno número de falantes de variedades retorromânicas denominadas ladino dolomítico. A população ladina habita os vales das montanhas Dolomitas, rodeados de populações de língua alemã e língua italiana. 
A ligação política dos falantes de ladino dolomita esteve mais próxima da Áustria que da Itália. Do século XIV até 1918 (Primeira Guerra Mundial), toda a região pertenceu à Áustria (Império Austro-Húngaro) enquanto parte integrante do Tirol. Os soldados ladinos combateram pela Áustria e, durante a Segunda Guerra Mundial, pela Alemanha. Houve esperanças da população de ver sua província unida à Alemanha, por conta das perseguições que o governo fascista impôs às populações tirolesas não falantes de italiano. Após a guerra, com o estatuto de autonomia garantido pelas Nações Unidas, a língua ladina passou a ter status de língua oficial da região autônoma Trentino-Alto Ádige (em alemão:  Trentino-Südtirol) sendo atualmente ensinada nas escolas primárias, ainda que na variante própria de cada vale.
Alguns falantes do romanche (língua retorromânica da Suíça) também chamam seu idioma ladin. O ladino dolomítico não deve ser confundido com o ladino espanhol ou judeu-espanhol, falado pelos judeus sefarditas.

## Distribuição geográfica
O território da Ladínia tem cerca de 1.200 km² e é inteiramente ocupado pelas Dolomitas. Administrativamente, divide-se em duas regiões, três províncias (Bolzano, Trento e Belluno) e várias pequenas comunas.
Próximo ao seu centro, está o imponente Maciço do Sella, que forma os chamados cinco vales ladinos: Val di Fassa ("Val de Fascia", "Fassertal"), no Trentino, Val Gardena ("Gherdëina", "Grödnertal") e Val Badia ("Gran Ega", "Gadertal") - onde há o ladino marebano ("marebe"), na província de Bolzano; e Livinallongo ("Fodom"), Ampezzo ("Anpezo", "Haydn") e Val Comelico (em ladino, Comelgo), na província de Belluno, região do Vêneto.

## Dados
Os falantes do ladino somam pouco mais de 30 000 pessoas, sendo todos bilíngues ou trilíngues, pois a língua majoritária das províncias de Trento e de Belluno é o italiano, enquanto em Bolzano é o alemão.
Dispõe-se de um bom número de livros com textos para conhecimento e introdução ao ladino dolomítico, além de muitas e boas gramáticas descritivas, dicionários e análises linguísticas. Há dois jornais, Die Dolomiten, em alemão, e Alto Adige, em italiano, que incluem uma página escrita em algumas das variedades do ladino-dolomítico, além da Union Ladina que publica informativos em ladino.
Também há duas publicações que atuam como fontes de informação, cobrindo aspectos acadêmicos, atividades políticas, e assuntos sociais: Mondo Ladino, editada pelo Institut Cultural Ladin (Fassa, Trento), principalmente em língua italiana, e Ladinia, editada pelo Institut Ladin (Val Badia, Bolzano), escrito em alemão na sua maior parte.

## Dialetos
Nas províncias de Bolzano (em alemão:  Südtirol, em ladino Südtirol, em italiano:  Sudtirolo ou Alto Adige e Trento (em italiano:  Trentino, em ladino Trentin, em alemão:  Welschtirol) o ladino é uma língua oficialmente reconhecida e a minoria ladina é protegida por diversas normas referentes, entre outros, ao ensino nas escolas públicas e a faculdade de usar o ladino nas relações com órgãos públicos, exceto as forças armadas e na polícia. Assim, nas escolas das localidades ladinas do Tirol Meridional, a língua ladina é ensinada juntamente com o alemão e o italiano. Segundo deliberação da Junta Provincial de 27 de janeiro de 2003, as variantes do ladino oficialmente reconhecidas na província de Bolzano são o ladino unificado de Val Badia e o de Val Gardena.
Também na Província de Belluno, foram reconhecidos como ladinas as comunas das regiões históricas do Cadore, Comelico, Agordino, do alto Val Cordevole e do Val di Zoldo. É ativo o Istituto Ladin de la Dolomites, com sede em Borca di Cadore e Selva di Cadore.

## Amostra de texto
Ladin dla Val Badia (Marô)
La olp ea endo en iade afamada. Te chel veghera en corf co tignia en tòch de ciajó te so bech. "Chel mo sess pa bun", s'ara ponsé, y à cherdé le corf: "Tan en bel che t'es! Sce to cianté è tan bel co to ciaré fora, spo este dessogü tö le plü bel vicel de düc."
Ladin dla Val Badia (Badiot)
La olp ê indô n iade afamada. Te chël vëighera n corf che tignî n tòch de ciajó te so bech. "Chël me savess bun", s’àra ponsè, y à cherdè le corf: "Tan bel che t’es! Sce to ciantè é tan bel co to ciarè fora, spo este dessigü tö le plü bel vicel de düc."
Ladin de Gherdëina (Gherdëina)
La bolp fova inò n iede arfameda. Te chëla vëijela n corf che tën n tòch de ciajuel te si bech. "Chël me savëssa bon", se ala mpensà y à cherdà l corf: "Ce bel che te ies! Sce te ciantes tan bel coche te cëles ora, pona ies dessegur tu l plu bel ucel de duc."
Ladin de Fascia (Fascian)
La bolp era endò famèda. Te chela la veit n corf con n toch de formai tel bech. "Chel, vé, me saessa bon", la se peissa e la ge disc al corf: "Che bel che t’es! Se tie ciantèr l'é scì bel che tia parbuda dapò t’es de segur tu l più bel anter duc i ucìe."